# Anthomyza
Genre
Anthomyza est un genre d'insectes diptères de la famille des Anthomyzidae.

## Liste d'espèces
Selon Catalogue of Life (27 févr. 2013) :
- Anthomyza anderssoni
- Anthomyza baezi
- Anthomyza bellatrix
- Anthomyza clara
- Anthomyza collini
- Anthomyza concolor
- Anthomyza cuneata
- Anthomyza cursor
- Anthomyza dissors
- Anthomyza drachma
- Anthomyza elbergi
- Anthomyza flavosterna
- Anthomyza gracilis
- Anthomyza macra
- Anthomyza microptera
- Anthomyza neglecta
- Anthomyza orineglecta
- Anthomyza pallida
- Anthomyza paraneglecta
- Anthomyza pleuralis
- Anthomyza setiplanata
- Anthomyza socculata
- Anthomyza tenuis
- Anthomyza trifurca
- Anthomyza umbrosa
- Anthomyza variegata

Selon ITIS (27 févr. 2013) :
- Anthomyza concolor (Thomson, 1968)
- Anthomyza gracilis Fallen, 1823
- Anthomyza pallida (Zetterstedt, 1848)
- Anthomyza tenuis (Loew, 1863)
- Anthomyza variegata (Loew, 1863)

Selon NCBI (27 févr. 2013) :
- Anthomyza anderssoni
- Anthomyza baezi
- Anthomyza collini
- Anthomyza dissors
- Anthomyza elbergi
- Anthomyza gracilis
- Anthomyza macra
- Anthomyza neglecta
- Anthomyza pallida
- Anthomyza paraneglecta
- Anthomyza pleuralis
- Anthomyza socculata
- Anthomyza trifurca
- Anthomyza umbrosa

Selon Paleobiology Database (27 févr. 2013) :
- Anthomyza rhenana